# Laza Kostić
Laza Kostić (n. 12 februarie 1841, Kovilj⁠(d), Granița Militară Slavonă, Imperiul Austriac – d. 26 noiembrie 1910, Viena, Austro-Ungaria) a fost un scriitor, avocat, filozof, poliglot, publicist și om politic sârb, considerat una dintre cele mai mari personalități ale literaturii sârbe.
A scris o lirică romantică de puternică inspirație titaniană și de expresie contemplativ-reflexivă, în care predomină tema omului în toată complexitatea ei.
A mai scris și tragedii istorice în versuri, de construcție și problematică shakespeariene și scrieri de filozofie a artei.

## Scrieri
- 1873/1874: Poezii lirice și epice ("Lirske i epske pesme")
- 1866: Maksim Crnojević
- 1875: Pera Segedinac
- 1880: Principiul frumosului în lume ("Osnova lepote u svetu").